# Alasana Manneh
Alasana Manneh (ur. 8 kwietnia 1998 w Bandżulu) – gambijski piłkarz występujący na pozycji pomocnika w szkockim klubie Hibernian.

## Kariera klubowa
Profesjonalne treningi rozpoczął w 2011 roku w szkółce sportowej Aspire Football Dreams z Senegalu. W wieku 14 lat przeniósł się do mającej siedzibę w Doha Aspire Academy. W połowie 2016 roku przeszedł do akademii piłkarskiej FC Barcelona i rozpoczął występy w zespole U-19, z którym dotarł do półfinału Ligi Młodzieżowej UEFA 2016/17. W lipcu 2017 roku włączono go do składu zespołu B i wkrótce po tym wypożyczono na 5 miesięcy do CE Sabadell FC (Segunda División B). 28 października rozegrał on pierwszy mecz na poziomie seniorskim w spotkaniu przeciwko UE Llagostera (2:0), w którym zdobył gola. W styczniu 2018 roku został wypożyczony na okres jednej rundy do bułgarskiego klubu SFK Etyr Wielkie Tyrnowo, trenowanego przez Krasimira Bałykowa. 17 lutego zadebiutował w A PFG w zremisowanym 3:3 meczu z Septemwri Sofia. W sierpniu 2018 roku przedłużył o rok kontrakt z FC Barcelona i ponownie został na zasadzie wypożyczenia graczem SFK Etyr. Łącznie na przestrzeni półtora sezonu zaliczył w bułgarskiej ekstraklasie 36 ligowych występów, w których zdobył 4 bramki.
W lipcu 2019 roku jako wolny agent odbył testy w Górniku Zabrze prowadzonym przez Marcina Brosza, po których podpisał trzyletnią umowę. W Ekstraklasie po raz pierwszy wystąpił 22 lipca 2019 roku w zremisowanym 1:1 meczu z Wisłą Płock. W dniu zamknięcia okna transferowego, 31 sierpnia 2022 roku, Manneh został sprzedany do duńskiego klubu Superligaen Odense Boldklub, podpisując trzyletni kontrakt. W najwyższej lidze duńskiej zadebiutował 10 września 2022 roku w wygranym 2:1 spotkaniu z FC Kopenhaga. W sezonie 2023/24 jego klub spadł do 1. division.
28 stycznia 2025 roku został zawodnikiem szkockiego Hibernian, z którym podpisał kontrakt do lata 2028 roku.

## Kariera reprezentacyjna
30 maja 2016 roku zadebiutował w reprezentacji Gambii w zremisowanym 0:0 towarzyskim meczu z Zambią w Bakau.